# Semion Elistratov
Semyon Yelistratov (n. 3 mai 1990, Ufa, RSFS Rusă, URSS) este un sportiv ce a reprezentat Rusia, medaliat olimpic. A participat la 3 ediții ale Jocurilor Olimpice (2010, 2014, 2022) în care a câștigat o medalie de aur.